# Studentské organizace v Česku po roce 1989
Tento článek se zabývá vysokoškolskými studentskými organizacemi v České republice po roce 1989.

## Klasifikace studentských organizací
Studentské organizace existují s různým zaměřením: profesní, sportovní, kulturní, odborné, volnočasové aj. V České republice neexistuje jednotná definice studentské organizace. Jedna z definic říká: „Vysokoškolská studentská organizace je dobrovolnická organizace, jejíž aktivity jsou z velké části realizovány VŠ studenty, a která je řízena VŠ studenty. Tato organizace je navíc ve formálním nebo neformálním vztahu s konkrétní univerzitou.“
V českém kontextu jsou termíny studentská organizace, studentský spolek a studentský klub bývají používány jako synonyma. Výjimkou je studentská unie, která je speciálním případem studentského spolku. Termín studentská iniciativa je nejednotný, může znamenat studentský spolek nebo časově omezenou akci, iniciativu či manifestaci pořádanou studenty.

## Studentské organizace v Česku
V Česku je obecně nižší angažovanost vysokoškolských studentů ve studentských organizací v porovnání se západní Evropou nebo USA. Jako hlavních důvody nižší angažovanosti jsou například uváděny neexistence pravidel pro fungování studentských organizací na většině českých VŠ nebo opakovaně přerušovaná historická tradice spolků.
V České republice působí stovky studentských organizací:
- Nejvyšší počet studentských organizací na množství studentů má Vysoká škola ekonomická v Praze[7] (cca 310 studentů na jeden spolek v roce 2015[8])
- Z českých fakult má nejvyšší počet spolků Filosofická fakulta Univerzity Karlovy.

## Vývoj studentských organizací v Česku po roce 1989
Po sametové revoluci a zániku Socialistického svazu mládeže došlo na začátku 90. let ke svobodnému zakládání a znovuobnovování studentských spolků na vysokých školách. Zájem o sdružování se ve spolcích byl v 90. letech velmi nízký a souvisel s nízkým rozvojem občanské společnosti.[zdroj?] Během devadesátých let byly v Česku založeny pobočky mezinárodních studentských organizací a vznikl největší existující studentský subjekt – Studentská unie ČVUT. Vznikly také studentské komory akademických senátů a oficiální reprezentace vysokoškoláků ve Studentské komoře rady vysokých škol.
Po roce 2000 docházelo z mírnému nárůstu počtu existujících spolků i zapojeného množství studentů. Počet začal významně narůstat od ekonomické krize v Česku v roce 2007. Po roce 2014 se růst počtu spolků zastavil a naopak začal mírně klesat z demografických důvodů, kdy na vysoké školy začaly nastupovat méně početné ročníky studentů a celkově se začal snižovat počet studentů na českých vysokých školách.
Nejrozšířenější studentské organizace v Česku jsou mezinárodní spolky, které jsou součástí mezinárodních sítí – Erasmus Student Network, AIESEC a IAESTE.